# Чао Тхонг Лан
Чао Тхонг Лан (тай. ทอง ลัน) — король  Аютії, історичної держави на території сучасного Таїланду, який вступив на престол після смерті свого батька  Бороморачі I і через тиждень повалений колишнім правителем країни Рамесуаном (свого часу також скинутим його батьком і тепер зайнявшим трон вдруге). 
Був страчений як королівська особа — його шию перебили кийком з сандалового дерева. Таким чином він став першим королем Аютії, який був страчений . У 1388 (1389), на який припали його правління та смерть, юному королю було 15 (за іншими джерелами 17) років. Мотивами Рамесуана, який був Чао Тхонг Лану родичем, могли бути як просто бажання захопити владу в країні, так і помста його вже покійному батькові за власне повалення або за порушення домовленості — існує думка, що Рамесуан поступився престол Бороморачі I з умовою, що той буде правити сам, але своїм спадкоємцем зробить знову Рамсесуана, однак після народження сина-спадкоємця Бороморача I передумав і домовленість порушив.